# Rocher du Midi
Le rocher du Midi est un sommet des Préalpes vaudoises au-dessus de Château-d'Œx dans le canton de Vaud. La montagne se situe à l'intérieur de la réserve naturelle de La Pierreuse. Le sommet est accessible par un chemin de randonnée depuis le col de Base.